# Liaoning Flying Leopards
O Liaoning Flying Leopards é um clube profissional de basquetebol chinês sediado em Benxi, Liaoning. A equipe disputa a divisão sul da Chinese Basketball Association .

## História
Foi fundado em 1995.

## Notáveis jogadores
Atuais
- Li Xiaoxu (2005–presente)
- Han Dejun (2007–presente)
- Guo Ailun (2010–presente)
- Zhao Jiwei (2013–presente)
- Lester Hudson (2014–presente)
- Shavlik Randolph (2015–presente)

Antigos
- Wu Qinglong (1984–1997)
- Wu Naiqun (1993–2000)
- Li Xiaoyong (1993–2003)
- Guo Shiqiang (1993–2006)
- Zhang Qingpeng (2001–2010, 2011–2012)
- Ronnie McCollum (2001–2002)
- Eric Riley (2002–2003)
- Ernest Brown (2002–2003)
- T. J. Cummings (2004–2005)
- Tommy Smith (2008)
- Awvee Storey (2008–2009)
- / Olumide Oyedeji (2008–2010)
- Carlos Powell (2010–2011)
- Josh Powell (2011–2012)
- Rodney Carney (2011–2012)
- Alexander Johnson (2012–2013)
- / Josh Akognon (2012–2013)
- Solomon Jones (2013)
- Vernon Macklin (2013)
- Dominique Jones (2013–2014)
- Hakim Warrick (2013–2014)
- Deon Thompson (2014–2015)